# Arthur Pröll

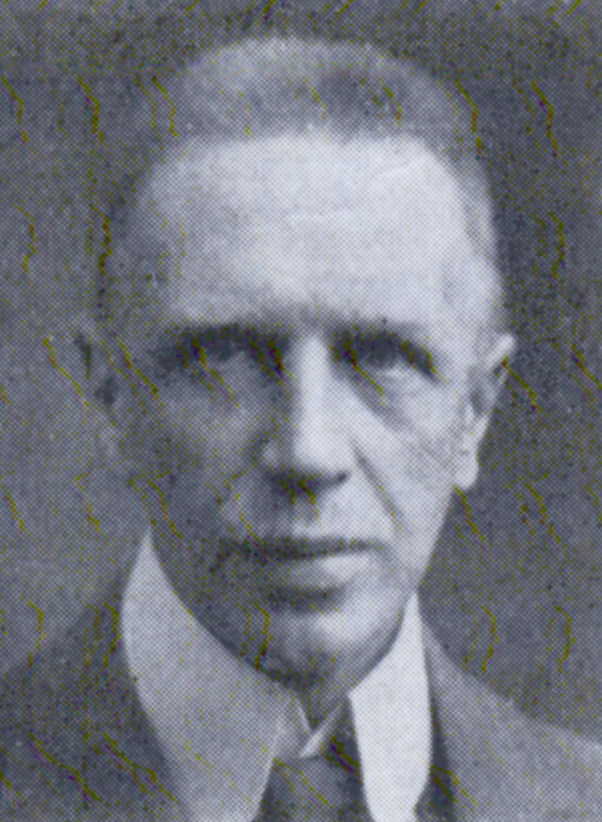
Arthur Pröll, um 1931

Arthur Pröll (* 5. Juni 1876 in Bad Gastein; † 29. Juni 1957 in Hannover) war ein österreichischer Flugzeugtechnik-Ingenieur und Hochschullehrer. 

## Leben
Arthur war der Sohn des bekannten Kurarztes Gustav Pröll in Bad Gastein und einer protestantischen Niederländerin. Nach der Matura studierte er Maschinenbau an den Technischen Hochschulen von Graz bei Otto Nußbaumer sowie in Berlin und promovierte zum Dr.-Ing. Ab 1900 war er Assistent an der TH Graz, dann bei der Schiffsbaufirma Georg Seebeck A.G. in Bremerhaven und absolvierte Studienreisen durch die USA, Deutschland und Frankreich. 1909 habilitierte er sich an der TH Danzig und wurde 1913 als ordentlicher Professor für Mechanik und Flugzeugtechnik an die TH Hannover berufen.
Während des Ersten Weltkrieges war Pröll bis Herbst 1916 Reserveoffizier in der österreichisch-ungarischen Armee und wurde später Leiter der Versuchsgruppe des k.u.k. Fliegerarsenals Aspern bei Wien. Danach setzte er die Lehre in Hannover bis zur Emeritierung 1945 fort. Er leitete das Institut für Aerodynamik und Flugtechnik, vertrat das Gesamtgebiet der Luftfahrt und förderte die Flugzeug- und Motoren-Industrie stark. In Hannover war er ein Flugpionier mit breiter Wirkung. Sein Promovend Georg Madelung entwarf 1921 das wegweisende Segelflugzeug der Akaflieg Hannover HAWA Vampyr. Im NS-Staat erhielt er vom Reichsluftfahrtministerium wichtige Aufträge zur Rüstungsentwicklung bei Lufttorpedos und Kampfflugzeugen, auch Strahltriebwerken. Noch Ende 1944 wurden Gelder für eine Verlagerung in den Harz mit einer Windkanalanlage u. a. zur Flakraketenforschung bewilligt. Pröll war nicht in der NSDAP, unterzeichnete aber im November 1933 das Bekenntnis der deutschen Professoren zu Adolf Hitler. Er übernahm eine Führungsrolle im gleichgeschalteten Deutschen Luftsport-Verband, aus dem das NS-Fliegerkorps hervorging.

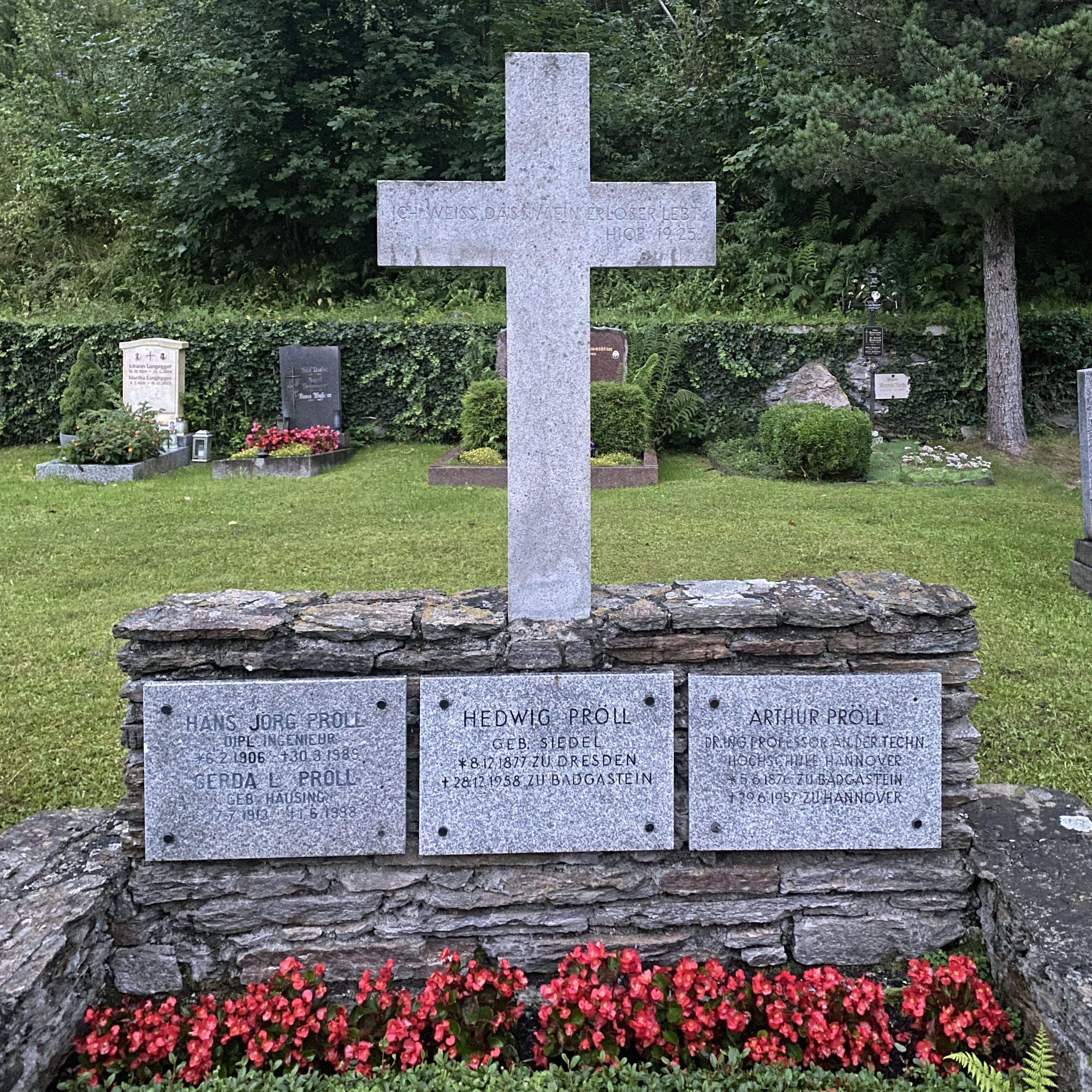
Grab von Arthur Pröll

Arthur Pröll wurde auf dem Friedhof Bad Gastein bestattet.

## Schriften
- Flugtechnik: Grundlagen des Kunstfluges, Oldenbourg, München 1919
- Die Möglichkeiten für einen kurzen Startweg: Mitteilung der Deutschen Akademie der Luftfahrtforschung vorgelegt am 12. Januar 1940, Oldenbourg 1941
- Grundlagen der Aeromechanik und Flugmechanik, Springer, Berlin 1951